# Kendra Kassebaum
Kendra Kassebaum. född 12 maj 1973, är en amerikansk teaterskådespelerska som spelat många musikaler, bland andra Glinda och Wicked. Hon arbetade tidigare också som barnflicka.